# Jean Raspail
Jean Raspail (5. července 1925 Chemillé-sur-Dême – 13. června 2020) byl francouzský cestovatel a spisovatel. V jeho dílech se odráží jeho přesvědčení – byl římským katolíkem a monarchistou a nevěřil v možný úspěch ideologií jako je liberalismus nebo komunismus.
Mezinárodně nejznámější je jeho apokalyptický román Tábor svatých z roku 1973 pojednávající o tom, jak Evropu počínaje Francií zaplaví indičtí přistěhovalci a přetvoří ji k obrazu svému, přičemž jejich morálka je vylíčena dosti nelichotivě. Česky vydal „Tábor svatých“ poprvé Radomír Fiksa v roce 2009 na základě překladu Marie Klečacké – Beyly, toto vydání bylo zkritizováno pro nízkou kvalitu překladu i celkově velmi nízkou jazykovou a typografickou úroveň.
Česky od Raspaila vyšel ještě v roce 1987 román Já, Antoine de Tounens, král patagonský. Ten byl v originále vydaný v roce 1981, získal Velkou cenu Francouzské akademie a byl v roce 1990 zfilmován.